# Chenopodium detestans
Chenopodium detestans là loài thực vật có hoa thuộc họ Dền. Loài này được T.Kirk mô tả khoa học đầu tiên năm 1877.